# Powiat Regen
Powiat Regen (niem. Landkreis Regen) – powiat w Niemczech, w kraju związkowym Bawaria, w rejencji Dolna Bawaria, w regionie Donau-Wald.
Siedzibą powiatu Regen jest miasto Regen.

## Podział administracyjny
W skład powiatu Regen wchodzą:
- trzy gminy miejskie (Stadt)
- trzy gminy targowe (Markt)
- 18 gmin wiejskich (Gemeinde)
- jedna wspólnota administracyjna (Verwaltungsgemeinschaft)

Miasta:
| Lp. | Nazwa miasta | Ludność (31.12.2011) | Powierzchnia km² |
| --- | ------------ | -------------------- | ---------------- |
| 1   | Regen        | 11.664               | 65,20            |
| 2   | Viechtach    | 8.250                | 62,50            |
| 3   | Zwiesel      | 9.642                | 41,10            |

Gminy targowe:
| Lp. | Nazwa gminy targowej | Ludność (31.12.2011) | Powierzchnia km² |
| --- | -------------------- | -------------------- | ---------------- |
| 1   | Bodenmais            | 3.322                | 45,30            |
| 2   | Ruhmannsfelden       | 2.001                | 5,80             |
| 3   | Teisnach             | 2.873                | 25,80            |

Gminy wiejskie:
| Lp. | Nazwa gminy          | Ludność (31.12.2011) | Powierzchnia km² |
| --- | -------------------- | -------------------- | ---------------- |
| 1   | Achslach             | 971                  | 30,10            |
| 2   | Arnbruck             | 2.010                | 37,90            |
| 3   | Bayerisch Eisenstein | 1.074                | 47,30            |
| 4   | Bischofsmais         | 3.240                | 46,30            |
| 5   | Böbrach              | 1.619                | 27,60            |
| 6   | Drachselsried        | 2.348                | 41,70            |
| 7   | Frauenau             | 2.773                | 60,10            |
| 8   | Geiersthal           | 2.196                | 22,40            |
| 9   | Gotteszell           | 1.187                | 9,20             |
| 10  | Kirchberg im Wald    | 4.200                | 48,80            |
| 11  | Kirchdorf im Wald    | 2.118                | 30,50            |
| 12  | Kollnburg            | 2.863                | 59,50            |
| 13  | Langdorf             | 1.979                | 34,40            |
| 14  | Lindberg             | 2.388                | 108,90           |
| 15  | Patersdorf           | 1.780                | 17,00            |
| 16  | Prackenbach          | 2.666                | 40,10            |
| 17  | Rinchnach            | 3.190                | 40,20            |
| 18  | Zachenberg           | 2.099                | 27,30            |

Wspólnoty administracyjne:
| Lp. | Nazwa wspólnoty administracyjnej | Ludność (31.12.2011) | Powierzchnia km² | Liczba gmin |
| --- | -------------------------------- | -------------------- | ---------------- | ----------- |
| 1   | Ruhmannsfelden                   | 6.258                | 72,37            | 4           |

## Demografia
Dane o ludności z 31 grudnia 2008:
| Opis                                | Ogółem | Ogółem | Kobiety | Kobiety | Mężczyźni | Mężczyźni |
| ----------------------------------- | ------ | ------ | ------- | ------- | --------- | --------- |
| Jednostka                           | osób   | %      | osób    | %       | osób      | %         |
| Populacja                           | 79 736 | 100    | 40 107  | 50,3    | 39 629    | 49,7      |
| Wiek przedprodukcyjny (0–17 lat)    | 13 707 | 17,19  | 6611    | 8,29    | 7096      | 8,9       |
| Wiek produkcyjny (18–65 lat)        | 50 083 | 62,81  | 24 162  | 30,3    | 25 921    | 32,51     |
| Wiek poprodukcyjny (powyżej 65 lat) | 15 946 | 20     | 9334    | 11,71   | 6612      | 8,29      |

## Polityka

### Landrat
- 1946–1948: Werner Haas, CSU
- 1948–1960: Max Köckeis, SPD
- 1960–1972: Max Binder, CSU
- 1972–1994: Helmut Feuchtinger, CSU
- od 1994: Heinz Wölfl, CSU

### Kreistag
|                          |                           | 2002   | 2002    | 2002   | 2008   | 2008   | 2008   |
| miejsca                  | %                         | głosy  | miejsca | %      | głosy  |        |        |
| ------------------------ | ------------------------- | ------ | ------- | ------ | ------ | ------ | ------ |
|                          | CSU                       | 28     | 44,8%   | 18 733 | 25     | 40,5%  | 15 758 |
|                          | SPD                       | 15     | 25,3%   | 10 602 | 14     | 22,9%  | 8 924  |
|                          | Zieloni                   | 3      | 5,1%    | 2 125  | 3      | 5,9%   | 2 296  |
|                          | Gemeinschaft Freie Wähler | 6      | 9,8%    | 4 114  | 7      | 11,6%  | 4 500  |
|                          | Die Unabhängigen          | 6      | 10,3%   | 4 321  | 6      | 10,7%  | 4 172  |
|                          | ödp                       | 2      | 4,6%    | 1 931  | 4      | 6,2%   | 2 420  |
|                          | FDP                       | –      | –       | –      | 1      | 2,2%   | 863    |
|                          |                           | 60     | 100%    | 41 826 | 60     | 100%   | 38 933 |
| uprawnieni do głosowania | uprawnieni do głosowania  | 64 072 | 64 072  | 64 072 | 63 902 | 63 902 | 63 902 |
| głosy ważne              | głosy ważne               | 41 826 | 41 826  | 41 826 | 38 933 | 38 933 | 38 933 |
| głosy nieważne           | głosy nieważne            | 1 810  | 1 810   | 1 810  | 2 430  | 2 430  | 2 430  |
| frekwencja               | frekwencja                | 68,1%  | 68,1%   | 68,1%  | 64,7%  | 64,7%  | 64,7%  |